# Kwas plikatowy
Kwas plikatowy – organiczny związek chemiczny z grupy hydroksykwasów. Jest to kwas żywiczny z olejku cedrowego. Występuje też w żywotniku olbrzymim.